# Вислер
Вислер (енгл. Whistler, фр. Whistler) је монденско зимовалиште у Британској Колумбији, у Канади. Добио је име по врсти мрмота који живе у околини и звижде као облик комуникације (to whistle - звиждати). Има сталну популацију од приближно 13.982 (2021), али зато преко 2 милиона људи годишње посети Вислер, првенствено због одличних стаза за алпско скијање и вожњу бициклом по планини (Mountain biking).
Вислер се налази на ауто-путу 99 (Sea to sky highway), северно од града Сквамиша. У Вислеру се налази једно огромно тзв. „село“ и у центру села је забрањен саобраћај. Компанија Интравест је закупила и Вислер и Блеком. У Вислеру су цене кућа и станова астрономске висине. Од децембра 2005. године, собе у хотелима са једним креветом, кухињон и купатилом се продају за више од 100.000 канадских долара.
Вислер ће бити место где ће се одржавати већи број спортских догађаја Зимских олимпијских игара 2010. године које ће се одржати у Ванкуверу, Британској Колумбији. Такмичења ће се одржати на планини Вислер-Блеком (Whistler-Blackcomb). Такозвани "водонични ауто-пут" ће бити изграђен између Ванкувера и Вислера до 2010. године који ће дозволити аутомобилима на водоник да слободно путују између та два града.
Вислеру су претходно понуђене Зимске олимпијске игре 1976. године још 1972. године кад је Денвер (Колорадо, САД) одбио да буде домаћин игара, иако је добио то право. Међутим, Вислер је одбио понуду, и Игре су одржане у Инзбруку, у Аустрији.

## Опште информације
- Удаљеност од Вислера до Ванкувера је 120 km, односно око 2 сата вожње аутомобилом.
- Удаљеност Вислера од Сијетла, САД је 354 km, односно 5 сати вожње аутомобилом.
- У Вислеру има 115 хотела, односно преко 5,400 соба за издавање.
- У Вислеру има 93 ресторана и 207 продавница.

## Историја
Прве нације (староседеоци Канаде) Coast Salish су први населили област Вислера пре много хиљада година где су живели номадски живот давно пре него што су дошли први Европљани.
Долина Вислера је била изолована дивљина у коју су често посећивали људи из племена Lil'wat и Squamish који су живели све од Северног Ванкувера па до реке Сквамиш и северног дела Хоув Саунд (Howe Sound).

## Природа
Највећа атракција на Вислеру је предивна природа у којој је град изграђен. Вислер поседује све погодности модерног града, а поред тога је само пар корака удаљен од неукроћене дивљине.
Једна од највећих жеља туриста који дођу да посете Вислер је да виде медведа. Постоје „Туре Природе“ које иду у области где има медведа и омогућавају свима који желе да их виде, да добију једно стварно изванредно искуство.

## Планинске статистике
|                             |    | Пл. Вислер () | Пл. Блеком ()         |
| --------------------------- | -- | ------------- | --------------------- |
| Вертикална надморска висина | m  | 1,530         | 1,609                 |
| Највиши врх планине         | m  | 2,182         | 2,284                 |
| Површина на којој се скија  | ha | 1,925         | 1,382                 |
| Број стаза                  |    | преко 100     | преко 100             |
| Паркови и баште             |    |               | ,                     |
| Број жичара                 |    | 16            | 17                    |
| Број скијаша на жичарама    |    | 29,895        | 29,112                |
| Летње скијање               |    | нема          | 7. јуна до 1. августа |

## Галерија слика
- Гужва на планини Вислер (2006)
- Предиван поглед са врха Вислера (2006)
- Симбол Зимске олимпијаде 2010. на врху Вислера (2006)
- Поглед на насеље Вислер и језеро (2006)
- Поглед на насеље Вислер са врха планине (2006)
- Затворене жичаре које воде скијаше до врха Вислера (2006)
- Отворене жичаре при врху Вислера (2006)
- Поглед из жичаре на планини Вислер (2006)